# 中津瀬町
中津瀬町（なかつせちょう）とは、宮崎県宮崎市内の地名。中央西地域自治区に属している。郵便番号は880-0025。2023年現在、住居表示実施地域である。

## 地理
宮崎市の中心部、中央西地域自治区に属す。住宅が立ち並ぶほか、文教地区の一角をなす。
北を花殿町、東を西池町、南を清水3丁目、西を和知川原1丁目と接する。

## 歴史
- 1927年 - 大字上別府の一部をもって中津瀬町が成立
- 1969年 - 中津瀬町の一部をもって清水、西池町が成立。
- 1973年 - 中津瀬町の一部をもって大橋が成立。

## 世帯数と人口
2023年（令和5年）8月1日現在の世帯数と人口は以下の通りである。
| 町丁     | 世帯数  | 人口   |
| -------- | ------- | ------ |
| 中津瀬町 | 521世帯 | 1143人 |

## 小・中学校の学区
市立小・中学校に通う場合、学区は以下の通りとなる。
| 町名     | 小学校             | 中学校               |
| -------- | ------------------ | -------------------- |
| 中津瀬町 | 宮崎市立西池小学校 | 宮崎市立宮崎西中学校 |

## 交通

### バス
宮交グループの運営するバスが営業している。